# Chicos pálidos para la máquina
Chicos pálidos para la máquina es un álbum del grupo Ilegales, liderado por Jorge Ilegal, perteneciente a la compañía discográfica Hispavox editado en el año 1988 compuesto por 12 canciones.

## Lista de canciones
| N.º | Título                              | Duración |  |
| 1.  | «Mala Suerte»                       |          |  |
| 2.  | «Lavadora Blues»                    |          |  |
| 3.  | «El Fantasma De La Autopista»       |          |  |
| 4.  | «Un Marciano»                       |          |  |
| 5.  | «Tengo Una Rana Metida En Una Lata» |          |  |
| 6.  | «Chicos Pálidos Para La Máquina»    |          |  |
| 7.  | «Con La Niebla»                     |          |  |
| 8.  | «Al Borde»                          |          |  |
| 9.  | «Cara Al Peligro»                   |          |  |
| 10. | «Ángel Exterminador»                |          |  |
| 11. | «En El Pasado»                      |          |  |
| 12. | «Acabaremos Mal»                    |          |  |